# Diego Luna (calciatore 2000)
Diego Alfonzo Luna Flores, noto semplicemente come Diego Luna (Ciudad Bolívar, 2 gennaio 2000), è un calciatore venezuelano, difensore del Baltika.

## Caratteristiche tecniche
È un difensore centrale.

## Carriera

### Club
Cresciuto nel settore giovanile del Dep. La Guaira, ha debuttato in prima squadra il 1º aprile 2017 disputando l'incontro di Primera División venezuelana perso 1-0 contro il JBL del Zulia.

### Nazionale
Ha giocato nella nazionale venezuelana Under-17.

## Statistiche
Statistiche aggiornate al 10 marzo 2020.

### Presenze e reti nei club
| Stagione        | Squadra         | Campionato      | Campionato | Campionato | Coppe nazionali | Coppe nazionali | Coppe nazionali | Coppe continentali | Coppe continentali | Coppe continentali | Altre coppe | Altre coppe | Altre coppe | Totale | Totale | Totale |
| Stagione        | Squadra         | Comp            | Pres       | Reti       | Comp            | Pres            | Reti            | Comp               | Pres               | Reti               | Comp        | Pres        | Reti        | Pres   | Reti   |        |
| --------------- | --------------- | --------------- | ---------- | ---------- | --------------- | --------------- | --------------- | ------------------ | ------------------ | ------------------ | ----------- | ----------- | ----------- | ------ | ------ | ------ |
| 2017            | Dep. La Guaira  | PD              | 12         | 1          | CV              | 1               | 0               |                    | -                  | -                  |             | -           | -           | 13     | 1      |        |
| 2018            | Dep. La Guaira  | PD              | 20         | 1          | CV              | 1               | 0               |                    | -                  | -                  |             | -           | -           | 21     | 1      |        |
| 2019            | Dep. La Guaira  | PD              | 5          | 0          | CV              | 0               | 0               | CL                 | 4                  | 0                  |             | -           | -           | 9      | 0      |        |
| gen.-giu. 2020  | Alcalá          | TD              | 4          | 0          |                 | -               | -               |                    | -                  | -                  |             | -           | -           | 4      | 0      |        |
| Totale carriera | Totale carriera | Totale carriera | 41         | 2          |                 | 2               | 0               |                    | 4                  | 0                  |             | -           | -           | 47     | 2      |        |